# تپه برج سربند (۱)
تپه برج سربند (۱) مربوط به سده‌های ۱۱–۷ ه.ق است و در زهک، ۴۰۰م شمال سد زهک واقع شده و این اثر در تاریخ ۱۳ آبان ۱۳۸۶ با شمارهٔ ثبت ۱۹۷۹۰ به‌عنوان یکی از آثار ملی ایران به ثبت رسیده است.